# Шамаев, Эльшад Ягубович
Эльшад Ягубович Шамаев (азерб. Elşad Yaquboviç Şamayev; род. 1978) — судья Верховного суда Азербайджана.

## Биография
Родился в 1978 году. В 1998 году окончил факультет международных отношений Университета Хазар. В 2000 году окончил юридический факультет Бакинского государственного университета. В 2002 году окончил магистратуру Бакинского государственного университета.
С 2003 по 2007 год являлся стажёром — следователем, следователем, старшим следователем Бакинской военной прокуратуры.
С 2007 по 2010 год являлся прокурором отдела надзора за дознанием в органах военной прокуратуры Республиканской Военной Прокуратуры Азербайджана.
С 26 октября 2010 по 2015 год являлся судьёй Сабаильского районного суда г. Баку.
С 26 октября 2015 года по 2017 год являлся судьёй Ясамальского районного суда г. Баку.
С 28 июля 2017 года по 2020 год являлся судьёй Бакинского Апелляционного суда.
Судья коллегии по гражданским делам Верховного суда Азербайджана (с 5 мая 2020).

## Награды
- Медаль «Прогресс» (11 февраля 2023)[5]